# ديفيد جيمس (أحيائي)
ديفيد جيمس (بالإنجليزية: David James) هو أحيائي أسترالي، ولد في 1958 في سيدني في أستراليا.